# José Bernardo
José Bernardo de Medeiros, mais conhecido como José Bernardo (Serra Negra do Norte, 20 de agosto de 1837 — fazenda Solidão, em Serra Negra, 15 de janeiro de 1907) foi um político brasileiro.
Foi senador pelo estado do Rio Grande do Norte de 1890 a 1907, além de vice-presidente da província de 1882 a 1884, e deputado provincial.
Foi prefeito de Caicó de 1863 a 1864, e de 1873 a 1875.